# Chartreuse de Scala Dei
Ne doit pas être confondu avec la Chartreuse d'Évora ou Chartreuse Notre-Dame de Scala Cœli
La chartreuse Notre-Dame de Scala Dei, en français « Escalier de Dieu », est un ancien monastère de chartreux, situé au pied du Serra de Montsant (Mont-Saint), dans le village d'Escaladei, commune de La Morera de Montsant, province de Tarragone en Espagne. Elle est la première chartreuse de la péninsule Ibérique. 
Les moines ont favorisé la culture du vin, leur présence active jusqu’au milieu du XIXe siècle a permis d’améliorer la culture de la vigne  dans la région qui constitue actuellement l'appellation d'origine protégée, Priorat (DO). 
L'entretien du monastère dépend actuellement du Musée d'Histoire de la Catalogne (MHC).

## Histoire
Cette chartreuse est fondée en 1163 ou 1167, selon les sources, par le roi Alphonse II d'Aragon et sa mère Pétronille d'Aragon. Les premiers moines venant de Provence, rejoints par quelques ermites de Montsant, dirigés par Pierre de Montsant, prieur et Raymond de Saint Étienne, procureur, s'installent, en premier dans un endroit appelé « Populeta », dans l'ancien ermitage de Santa Maria de Poboleda.
Les successeurs d'Alphonse II lui font de très grandes largesses, et elle devient vite une maison très riche. En 1203, avec l'aide de Pierre Ier, les chartreux s'installent à l'endroit actuel. En 1218, ils perçoivent les dîmes dans les villages de Porrera, Poboleda, La Morera, Torroja et Gratallops. Les chartreux fondent la maison appelée « Gran » sur la rive gauche du Riu de Siurana, pour recueillir la dîme des territoires qu'ils ont sous leur juridiction. Les moines commencent à cultiver des vignobles dans la zone en 1262. 
Le 8 juillet de 1313, à Cabacés, le roi Jacques II d'Aragon accorde aux moines le privilège de rechercher et d'exploiter les mines qui se trouvent sur leur territoire, privilèges ratifiés par Jean I d'Aragon, le 3 octobre 1387. La mine d'Espinós, l'une des plus anciennes du Priorat, est administrée par le monastère.
Au cours du XIIIe siècle et de la première moitié du XIVe siècle, l'église est construite, le cloître à douze cellules, le réfectoire. La correrie, construite à environ 2 km du monastère, où se trouve actuellement Escaladei (ca), est une grange monastique d'où est dirigée la culture des champs. Il y a aussi la maison « procura », qui administre les sujets, non seulement de la chartreuse, mais de toute la zone du Priorat.
Vers 1333, le deuxième cloître est terminé avec 12 cellules supplémentaires, payées par l'infant d'Aragon, Jean d'Aragon et d'Anjou, archevêque de Tolède et plus tard de Tarragone, qui semble avoir été moine de Scala Dei entre 1324 et 1327. En 1403, Berenguer Gallard, de Lleida, fait construire un troisième cloître avec 6 cellules. La chartreuse atteint un maximum de 30 moines et 15 frères lais.
Une période de déclin commence après une épidémie de peste noire. Les moines acquièrent de nouvelles terres au XVe siècle. L’église, ornée de boiseries plateresques en 1443, est reconstruite au XVIIe siècle avec les trois grands cloîtres. En 1452, l'abbaye cistercienne de Santa Maria de Bonrepòs est abolie et la chartreuse acquiert ses propriétés, ce qui conduit à des poursuites avec l'abbaye de Santes Creus jusqu'à ce que la répartition des biens de Bonrepòs entre les deux monastères soit réglée..
Le 27 janvier 1627, les ducs de Cardona vendent aux chartreux les seigneuries qu'ils possèdent dans les villages de La Morera, Poboleda, Torroja, Gratallops, La Vilella Alta, Porrera, et les termes de Masmorel et de la Gambosa. Ils deviennent les seigneurs de tous les villages du centre de l'actuelle comarque (canton) de Priorat, zone correspondant approximativement à l'actuelle appellation vinicole DOC Priorat, et où ils ont droit de justice.
Au XVIIIe siècle, la chartreuse retrouve un certain prestige et une certaine influence. La chapelle du Tabernacle date de cette époque. L'église est restaurée et recouverte de marbre et de jaspe. En 1695, Isidro Espinal, sculpteur espagnol, originaire de Catalogne, fait les quatre statues en pierre des docteurs de  l'Église ainsi qu'un bas-relief représentant la Cène pour le sanctuaire de la chapelle. Il fait aussi élever en 1719, sur ses dessins, le maître-autel dont les statues sont l’œuvre de Pujol. On construit le mur, l'étang des Tortues et la chapelle Saint-Joseph; l'arc, qui est encore conservé, à l'entrée du monastère. Le grand sanctuaire derrière l'abside, remarquable pour ses marbres, ses statues et ses reliefs, est en grande partie l'œuvre d'artistes chartreux. À cette époque, Scala Dei entretient un important commerce de vins et spiritueux et gère deux papeteries.
La vie régulière, respectée par le régime napoléonien, est interrompue durant la crise libérale de 1820 à 1823. Les chartreux subissent une première réquisition en 1820, mais leurs biens leur sont rendus en 1823. Par le décret de désamortissement de Mendizábal de 1835, les moines sont forcés de quitter le monastère et privés par décret de leurs terres. Les religieux doivent s’enfuir devant une émeute et le monastère est incendié. Le décret de suppression parait en octobre suivant. En seulement deux ans, la chartreuse, avec ses cellules, ses cloîtres, son église et son auberge, est transformée en un tas de ruines par le pillage des agriculteurs de la région. Sa célèbre bibliothèque, la „ Bibli Sacra “, offerte parJean d'Aragon, se trouve actuellement au séminaire de Tarragone. Une grande partie des documents se trouvent aux Archives historiques nationales de Madrid.
En 1990, ses propriétaires, les familles Rius, García-Faria et Peyra, en font don à la Généralité de Catalogne, qui lance un plan de réhabilitation et de consolidation des vestiges. Le monastère, déclaré bien culturel d'intérêt national, car il est le premier de l'ordre des chartreux dans la péninsule Ibérique. Il peut être visité depuis 1998. Une cellule a été méticuleusement reconstruite, élément clé de tous les Chartreux. Les moines ont exercé la plupart de leurs activités dans la même enceinte du monastère. Chaque cellule dispose d'un jardin individuel.

## Légende
La légende raconte que le roi Alphonse le Chaste décide de donner un terrain à l'Ordre des Chartreux afin qu'ils puissent y construire un monastère. La Grande Chartreuse envoie des moines pour trouver l'endroit le plus approprié. Au cours de cette recherche, ils rencontrent un berger qui leur dit que dans un rêve, il a vu des anges monter au ciel par des escaliers appuyés sur le tronc du pin situé près de l'endroit où il fait paître ses troupeaux. Les moines interprètent ce rêve comme un signe de Dieu et ils construisent là un petit cloître qui serait à l'origine de la chartreuse Notre-Dame de Scala Dei, qui signifie « escalier de Dieu ».

## Moines notables

### Prieurs
- 1163 : Pere de Montsant, Pierre de Montsant, Petrus de Montesancto[6]
- 1203-1212 : D. Pierre[7].
- 1575-1576 : Andreu ou André Capella ou Capilla (1529-†1609), né à Valence en 1529, entre chez les Jésuites, en 1553, maître des novices et recteur du collège de sa ville natale. Il fait profession à la chartreuse de Scala Dei en 1570. Il est prieur de Porta Cœli en 1574, de Scala Dei en 1575, du Paular en 1576, de Naples en 1579, de Milan en 1581, et à nouveau de Scala Dei en 1584. Chargé par le roi de la réforme des Bénédictins et des chanoines réguliers d’Espagne, il est nommé évêque d’Urgell en 1588[8].

- 1586-1587 : Louis Telm (1548-1598), né à Lérida, docteur in utroque, il prend l’habit à la chartreuse de Scala Dei en 1568, prieur en 1586. À ce titre, il dirige la fondation de la chartreuse d’Évora, où il part recteur en 1587. Sa mauvaise santé lui fait obtenir sa déposition en 1592, mais en 1594 il est envoyé à Lisbonne pour y diriger la nouvelle fondation. Chargé de visiter les chartreuses d’Andalousie, il meurt à Cazalla au cours de cette mission le 15 août 1598.

- 1595-1599 et 1603-1605 : François Monroig (†1605), né à La Seu d'Urgell, gradué in utroque jure de l’université de Lerida, il prend l’habit à Scala Dei en 1567, envoyé à Évora en 1587 comme un des fondateurs, Élu prieur de Scala Dei le 18 octobre 1595, il est déposé en janvier 1599, mais nommé par le chapitre général suivant recteur de la nouvelle fondation de Lisbonne. En 1603, il fut à nouveau nommé prieur de Scala Dei et meurt en charge le 6 janvier 1605.

- 1599-1602 : Jean Valero (†1625), d’une famille noble de Ségorbe, gradué des universités de Valence et Salamanque, prêtre, familier de son évêque, il est fait prisonnier des Barbaresques lors d’un voyage à Rome. D’abord ermite près de sa ville natale, il entre à la chartreuse de Val de Cristo le 13 avril 1593. Il y est nommé procureur, puis prieur en 1599 à Scala Dei. De là, il passe prieur de Val de Cristo, en 1602, recteur de Lisbonne en 1605, puis prieur en 1609, prieur de Majorque en 1613, enfin fut à nouveau nommé prieur de Scala Dei en 1621, mais il n’accepte pas.

- 1606-1610 : Vincent Bru, de Tortosà. Après avoir passé quelques années chez les Jésuites, il entre à Scala Dei. Il reste ensuite pendant dix-huit ans dans cellecd'Évora. En 1606 il est élu prieur de Scala Dei et le demeure pendant quatre ans. Il y meurt le 29 mars 1616[8].

- 1655-1659 et 1673-1678 : Diego Rodríguez (†1681), Originaire d’Arica (Ségorbe), après un doctorat en droit canon obtenu aux universités de Salamanque et Huesca, il devient curé de Vello. En novembre 1641, il entre à la chartreuse d’Aula Dei et y fait profession le 27 décembre 1642. Vicaire, il est nommé en 1655 prieur de Scala Dei, d’où il passe en 1659 au priorat de Majorque, en 1664 à celui de Las Fuentes, mais en novembre de la même année il est élu prieur d’Aula Dei. Prieur de Val de Christo en 1670, et à nouveau d’Aula Dei en 1673, convisiteur de Catalogne depuis 1667, il est déposé à sa grande instance en 1678 .

- 1658- 1670 : Jérôme Espert ou Spert (†1670), profès de Scala Dei  vers 1625. Envoyé hôte à Via Coeli, recteur quelques mois, probablement en 1649, prieur de Scala Dei, probablement en 1658.

- 1680-1692 : Gaspar Gil (†1693), né à Forcall, profès de Val de Christo en 1656, vicaire et procureur, puis prieur de Via Cœli  en 1674, de Val de Christo en 1675, de Scala Dei en 1680 et de nouveau de Val de Christo en 1692

- 1806 : Miguel de Aloy

### Peintres
- Lluís Pasqual ou Louis-Pascal Gaudin (ca 1556-ca1621), chartreux et peintre espagnol[9].
- Joaquim Juncosa (1631-1708), fils d'un peintre médiocre, frère laïc chartreux, peintre baroque espagnol, disciple du maître Blanch de Tarragone et ami du peintre Pedro Guitart, de Reus. Frère Joaquín enseigne à la chartreuse[10],[11].
- Manuel Bayeu (1740-1809), peintre, il y a une œuvre de Bayeu dans la chartreuse de Scala Dei.
- Moïse-Jaïme Pons ou Ponz, chartreux, élève des Juncosa, peint, en 1722, une grande partie des tableaux de la chartreuse de Scala Dei[12].

## Héraldique
| Blason de la Chartreuse de Notre-Dame de Scala Dei (Espagne) | Les armes de la chartreuse se blasonnent D'or à quatre pals de gueules ; sur le tout, d'azur, à une échelle élargie par le bas à six échelons, tenue par deux anges et surmontée d'une croix latine, le tout d'argent |